# Mất dấu 2
Sứ đồ hành giả 2 (phồn thể: 使徒行者; Việt bính: si3 tou4 hang4 ze2) là một bộ phim truyền hình Hồng Kông 2017 do TVB và Đằng Tấn (Tencent) sản xuất với sự tham gia của Miêu Kiều Vĩ, Trần Hào, Tuyên Huyên, Hứa Thiệu Hùng, Viên Vỹ Hào, Huỳnh Thúy Như và Châu Bách Hào. Tại Việt Nam, phim được phát sóng trên kênh truyền hình SCTV9 của đài truyền hình cáp SCTV lúc 20 giờ thứ hai đến thứ sáu kể từ ngày 18 tháng 9 năm 2017 đến ngày 27 tháng 10 năm 2017 với tên gọi "Mất dấu 2".

## Phân vai

#### Phòng tình báo hình sự (CIB)
| Diễn viên        | Vai diễn          | Biệt danh/ Mối quan hệ |
| ---------------- | ----------------- | --- |
| Trương Triệu Huy | Lê Thụy Quyền     | Sếp Lê Tổng thanh tra CIB / Người liên lạc nằm vùng Bạn thân của Trác Khải Người liên lạc cũ của Trịnh Thục Mai, Lạc Thiếu Văn, Từ Thiên Đường, Dương Vịnh Xuất hiện từ tập 1 Phát hiện trong cảnh đội có hắc cảnh, lo sợ hắc cảnh biết được thân phận của nội gián nên đã chép hết tài liệu vào USB và nhờ cậy người bạn của mình là Trác Khải giúp bảo vệ nội gián Tập 2 bị bắn chết |
| Hạ Quân Hiên     | Trình Thiên Minh  | Sếp Trình Thanh tra CIB / Người liên lạc nằm vùng Người liên lạc của Đàm Hoan Hỉ Ban đầu là cùng cấp với Đàm Hoan Hỉ, sau khi Đàm Hoan Hỉ rời cảnh đội, đã đến và thuyết phục ông ta trở thành nội gián gia nhập vào bang Trường Hưng Tập 2 bị chém chết |
| Miêu Kiều Vỹ     | Trác Khải         | Sếp Trác, anh Khải Thanh tra cao cấp CIB / Người liên lạc nằm vùng Người liên lạc của A Luyên, Wing Tường, Tước Tước, Cà Chua, Tốc Long Cấp trên của Trịnh Thục Mai, Lạc Thiếu Phong, Từ Thiên Đường, Dương Vịnh Người liên lạc của Thành giải trí, Tước Thỉ, Tập 1 xuất hiện ở Thái Lan cùng năm nội gián tiến hành nhiệm vụ, nhưng cuối cùng cả năm nội gián bị nổ bom chết Tập 2 về lại HongKong nhưng không vượt qua khỏi ám ảnh tâm lý, quyết định tạm thời không về cảnh đội Tập 3 sau khi sếp Lê chết liền thay anh tìm kiếm nội gián thất lạc, người đầu tiên anh tìm thấy là Trịnh Thục Mai Tập 4 cùng Trịnh Thục Mai sang Thái Lan tìm kiếm nội gián đang cần được giúp đỡ, tìm ra nội gián Lạc Thiếu Phong |
| Huỳnh Thúy Như   | Trịnh Thục Mai    | Chị Mai / Muội muội Thám viên nằm vùng CIB ở hội sở cao cấp “Blue Moon” và công ty Lăng Trì Trước là cấp dưới của Lê Thụy Quyền, sau là cấp dưới của Trác Khải Đồng nghiệp của Từ Thiên Đường, Nhạc Thiếu Văn, Duơng Vịnh, Luơng Tư Mẫn |
| Châu Bách Hào    | Lạc Thiếu Phong   | |
| Viên Vỹ Hào      | Từ Thiên Đường    | Anh Thiên Đường / Paradise Nằm vùng ở Trường Hưng Để che giấu thân phận mà tỏ ra lêu lổng, hay lui tới các hộp đêm Trước là cấp dưới của Lê Thụy Quyền, sau là Trác Khải Đồng nghiệp của Nhạc Thiếu Văn, Trịnh Thục Mai, Duơng Vịnh, Luơng Tư Mẫn Có tình cảm với Trịnh Thục Mai |
| Mạch Minh Thi    | Dương Vịnh        | Cherry Nhân viên nằm vùng ở công ty Lăng Trì Trước là cấp dưới của Lê Thụy Quyền, sau là Trác Khải Đồng nghiệp của Nhạc Thiếu Văn, Trịnh Thục Mai, Từ Thiên Đường, Luơng Tư Mẫn Bạn gái của Chu Chí Bân |
| Lý Trác Ninh     | Lương Tư Mẫn      | Nằm vùng ở tổ chức rửa tiền xuyên quốc gia Trước là cấp dưới của Lê Thụy Quyền, sau là Trác Khải Được sếp Lê giao cho nhiệm vụ tiếp cận Ngụy Đức Tín, sau đó bị Ngụy Đức Tín yêu cầu tiếp cận Johnny Vì mắc ung thư giai đoạn cuối, cô quyết định lập kế hoạch khiến các thành viên trong tổ chức rửa tiền xuyên quốc gia tự tiêu diệt nhau Đồng nghiệp của Nhạc Thiếu Văn, Trịnh Thục Mai, Từ Thiên Đường, Dương Vịnh |
|                  | Lạc Thiếu Văn     | Anh trai của Lạc Thiếu Phong Cảnh sát ngầm thực sự của sếp Lê Phát hiện ra cảnh đội có hắc cảnh nên bị truy sát, chạy sang Thái Lan tìm em trai là Lạc Thiếu Phong giúp đỡ, nhưng cuối cùng vẫn bị hắc cảnh giết chết Lạc Thiếu Phong dùng thân phận của anh để hợp tác cùng Trác Khải và các nội gián khác điều tra hắc cảnh trả thù cho anh Không xuất hiện trong phim, chỉ được nhắc tên |
| Dương Triều Khải | Tân Triệu Long    | Tốc Long Cảnh viên CIB - nội gián của Trác Khải nhưng sau đó đã phản bội Từng là đặc vụ ngầm ở Đài Loan nhưng đã giết người Dàn cảnh giết chết bốn nội gián còn lại để bảo vệ bí mật của bản thân, âm thầm trở lại Hong Kong Gia nhập Trường Hưng nhưng sau cùng phản bội Trường Hưng Bị Ngụy Đức Tín bắn chết |
| Liên Thi Nhã     | Trương Ngọc Tuyên | A Luyên Cảnh viên nằm vùng đã chết của CIB Bạn gái của Từ Thiên Đường Là nội gián của Trác Khải, khi làm nhiệm vụ ở Thái Lan bị Tân Triệu Long gài bom nổ chết |
| Hồng Vĩnh Thành  | Vương Vĩnh Tường  | Wing Tường Cảnh viên nằm vùng đã chết của CIB Là nội gián của Trác Khải, khi làm nhiệm vụ ở Thái Lan đoán được quá khứ của Tân Triệu Long nên bị hắn ta gài bom nổ chết |
| Hà Nhạn Thi      | Tước Tước         | Tước Tước Cảnh viên nằm vùng đã chết của CIB Là nội gián của Trác Khải, khi làm nhiệm vụ ở Thái Lan bị Tân Triệu Long gài bom nổ chết |
| Cổ Minh Hoa      | Cà Chua           | Cà Chua Cảnh viên nằm vùng đã chết của CIB Là nội gián của Trác Khải, khi làm nhiệm vụ ở Thái Lan bị Tân Triệu Long gài bom nổ chết |
| Trần Quốc Phong  | Lý Văn Hùng       | Tước Thỉ (Phân chim) Cảnh viên CIB Cấp dưới của Chương Kỷ Tư Mười năm trước là thành viên phòng tình báo hình sự dân sự của Trác Khải |
| Âu Thoại Vỹ      | Khang Đạo Hành    | Sếp Khang Bạn của Trác Khải Xuất hiện từ tập 24 Tập 27 điều đến CIB hợp tác cùng Trác Khải |

#### Trường Hưng
| Diễn viên         | Vai diễn      | Biệt danh/ Mối quan hệ |
| ----------------- | ------------- | --- |
| Thái Quốc Khánh   | Ngụy Tùng Sơn | Lãnh đạo cũ của Trường Hưng Cha của Ngụy Đức Tín Tập 2 bị Ngụy Đức Tín ép giao con dấu và chức vụ lãnh đạo Trường Hưng, di cư sang Canada |
| Trần Hào          | Ngụy Đức Tín  | Victor |
| Tuyên Huyên       | Thi Gia Lợi   | Scarlett |
| Trương Cảnh Thuần | Máy bay       | |
| Lâm Viễn Nghênh   | Anh Đại Huy   | |

#### Phúc Hòa
| Diễn viên      | Vai diễn        | Biệt danh/ Mối quan hệ |
| -------------- | --------------- | ---------------------- |
| Hứa Thiệu Hùng | Đàm Hoan Hỷ     | Anh Hoan Hỷ            |
| Trần Vỹ        | Diêu San San    | Vợ của Đàm Hoan Hỷ     |
| Lâm Vỹ         | Sai Fing        | Sai Fing               |
| Từ Gia Giới    | Pháo nổ         |                        |
| Tạ Đông Dân    | Trương Đại Kiều | Đạt Kiu                |
| Lưu Thiên Long | Bóng ma         |                        |

#### Tập đoàn rửa tiền xuyên quốc gia
| Diễn viên       | Vai diễn  | Biệt danh/ Mối quan hệ |
| --------------- | --------- | --- |
| Dương Hồng Quân | Johnny    | Đối tác của ông White, một trong những hiệu trưởng ở Châu Á, thực chất là một đối thủ cạnh tranh. Tập 20, ông ta hợp tác với Ngụy Đức Tín để giăng bẫy nhằm loại bỏ ông White. Ở tập 24, ông White bị bao vây bởi Cảnh sát rơi vào bẫy, sau đó bị Trác Khải bắn chết. |
| Thu Triển Huy   | Ông White | Đối tác của Johnny, một trong những hiệu trưởng ở Châu Á, thực chất là đối tác của đối thủ Ngụy Đức Tín Bị Ngụy Đức Tín giết trong tập 20 |

Lưu Vũ Ninh vai Bill (Khách Mời)
Huỳnh Đức Bân vai Pak Key
Tiễn Hạo Anh vai Cường
Đường Muội
Trần Quốc Phong
Kiều Bảo Bảo
Liên Thi Nhã
Dương Triều Khải
Lâm Kính Cương
Trương Cảnh Thuần

## Nội dung
Bối cảnh của phim diễn ra vào khoảng năm 2010, trước thời gian của Sứ đồ hành giả là năm 2014. Do đó, phim còn có tên tiếng Anh là Line Walker: The Prelude

## Âm nhạc
| Bài hát                                | Sáng tác                                   | Trình bày                     |
| -------------------------------------- | ------------------------------------------ | ----------------------------- |
| Thiên Võng (天網)                      | Nhạc: Trương Gia Thành Lời: Trương Mỹ Hiền | Châu Bách Hào (周柏豪)        |
| Quên đi chính bản thân em (忘記我自己) | Nhạc: Trương Gia Thành Lời: Trương Mỹ Hiền | HANA Cúc Tử Kiều (HANA菊梓喬) |
| An Phận Thủ Thường                     | Từ Lạc Thương                              | Cốc Vy (谷微)                 |

## Giải thưởng
Ngày 12 tháng 10 năm 2017, tại lễ trao giải thưởng StarHub TVB Awards ở Singapore, Quên đi chính bản thân em (忘記我自己) đoạt giải Nhạc phim được yêu thích nhất.

## Thông tin thêm
Một số hình ảnh khác quảng bá phim tại Trung Quốc